# G1
G1 acrónimo de Gangwon No.1 Broadcasting (en hangul, 강원민방; en hanja, 江原民放) es una empresa de radiodifusión privada de Corea del Sur, fue fundada el 23 de abril de 2001. Transmite solo para el área de Gangwon, Gyeonggi, Gyeongsang del Norte y Chungcheong del Norte.
Anteriormente fue llamada «GTB» hasta el 10 de octubre de 2011 cuando fue cambiado el nombre a su denominación actual, en celebración del décimo aniversario de la estación. G1 es una filial de Seoul Broadcasting System, por ende la mayor parte de sus contenidos provienen directamente de la retransmisión de SBS en Seúl y el resto lo producen ellos mismos.

## Historia

### Cronología
- 16 de noviembre de 1999: Diferentes emisoras de Gangwon establecieron un comité.[2]
- 9 de marzo de 2000: Se presenta la solicitud de petición para obtener la licencia de radiodifusión privada regional.
- 13 de octubre de 2000: Se les otorga la licencia.
- 23 de abril de 2001: Fue fundada Gangwon No.1 Broadcasting.
- 13 de agosto de 2001: Obtuvo la licencia de trasmisión en televisión por el Ministerio de información y comunicación (MIC).
- 1 de diciembre de 2001: Comenzó las emisiones de prueba en televisión.
- 15 de diciembre de 2001: Inicio las trasmisiones de GTB-TV (HLCG-TV).
- 11 de noviembre de 2002: Obtiene la licencia para emitir en TDT.
- 15 de mayo de 2003: Recibe la licencia para poder emitir en radio.
- 10 de octubre de 2003: Inicio las trasmisiones de G1 Fresh-FM.
- 10 de octubre de 2011: Fue cambiado el nombre de GTB a G1.
- 25 de octubre de 2012: Finaliza sus trasmisiones en formato analógico.
- 16 de octubre de 2013: Reubicación de señales digitales.